# FC Unirea Alba Iulia
Az FC Unirea Alba-Iulia román labdarúgócsapat Gyulafehérvár városából.

## Történet
Az FC Unirea Alba-Iulia együttesét 1924-ben alapították Unirea Mihai Viteazul Alba-Iulia néven. Tíz évvel az alapítását követően először került fel a román labdarúgó-bajnokság második osztályába, ahol a hatodik helyen végzett. Itt szerepelt egészen 1939-ig, amikor kiesett, de 1942-ben ismét feljutott két szezon erejéig, majd megint a C osztályban folytatta a küzdelmeket. 1947-ben innen is búcsúzott, egészen 1970-ig a különböző regionális és megyei bajnokságokban szerepelt. 1970-től kilenc éven keresztül a C osztályban játszott, ezután feljutott a B osztályba, ahol a 15. helyen végzett, s ezzel kiesett. A C osztályban újabb négy év elteltével az utolsó helyen végzett, két évig a megyei osztályban, majd két évig ismét a harmadik vonalban szerepelt. Innen ismét feljebb tudott lépni, 1988 és 2003 között a második osztályban játszott.
A kilencvenes években átkeresztelték FC Apulum Alba-Iulia névre. 2003-ban Aurel Șunda edzősége alatt a klub történetében először feljutott az első osztályba, ahol az első szezon végén a hatodik helyen végzett. A következő idényben sorban váltották egymást az edzők a csapat kispadján (Stelian Gherman, Alexandru Pelici, Gheorghe Mulțescu, Marcel Rusu, Alin Artimon), de ennek ellenére kiesett az élvonalból, majd hamarosan a B osztályból is.
2006 nyarán a klub tulajdonosai megvásárolták az FC Oltchim Râmnicu Vâlcea helyét a második vonalban, így egy mérkőzés nélkül egy osztállyal feljebb találta magát az együttes. Innentől ismét FC Unirea Alba-Iulia néven szerepelt. A 2006-2007-es és a 2007-2008-as szezonokban a negyedik helyen végzett. Viszont a 2008-2009-es bajnokságban győzedelmeskedett a második vonalban, ezzel jogot nyert arra, hogy a 2009-2010-es szezonban ismét az első osztályban szerepelhessen.

## Eredmények
Liga I
- Hatodik 2003-2004

Liga II
- Aranyérmes 2002-2003, 2008-2009
- Ezüstérmes 1993-1994

Liga III
- Aranyérmes 1978-1979, 1983-1984, 1987-1988
- Ezüstérmes 1981-1982

Román kupa
- Elődöntő 1990-1991

## Jelenlegi játékosok
A csapat játékosai 2009 júliusában:
| #  |         | Poszt | Név                |
| -- | ------- | ----- | ------------------ |
| 1  | Románia | K     | Marius Curileac    |
| 2  | Románia | V     | Andrei Poverlovici |
| 3  | Románia | V     | Marius Pistol      |
| 4  | Románia | V     | Cosmin Marincean   |
| 5  | Románia | KP    | Răzvan Dâlbea      |
| 6  | Románia | V     | Constantin Bumbac  |
| 7  | Szerbia | V     | Bojan Djordjevic   |
| 8  | Románia | KP    | Marius Foro        |
| 9  | Románia | CS    | Ciprian Pepenar    |
| 10 | Románia | KP    | Ciprian Selagea    |
| 11 | Románia | CS    | Bobby Verdeș       |
| 12 | Románia | K     | Cornel Cernea      |
| 14 | Románia | KP    | Călin Cristea      |

| #  |                  | Poszt | Név             |
| -- | ---------------- | ----- | --------------- |
| 15 | Románia          | CS    | Sergiu Costea   |
| 16 | Elefántcsontpart | KP    | Lamine Camara   |
| 17 | Románia          | CS    | Gheorghe Grozav |
| 18 | Románia          | CS    | Bogdan Cisteian |
| 20 | Románia          | CS    | Andrei Zăgrean  |
| 21 | Románia          | CS    | Tibor Moldovan  |
| 22 | Románia          | V     | Bogdan Bucurică |
| 25 | Románia          | V     | Mircea Rus      |
| 26 | Románia          | KP    | Ionut Balan     |
| 28 | Románia          | KP    | Ioan Grozav     |
| 38 | Románia          | K     | George Rotaru   |
| 88 | Románia          | K     | Mihai Lasc      |
| -- | Szlovénia        | V     | Goran Blaguš    |